# 等变映射
在数学中，一个等变映射（equivariant map）是两个集合之间与群作用交换的一个函数。具体地，设 G 是一个群，X 与 Y 是两个关联的 G-集合。一个函数 f : X → Y 称为等变，如果
f(g·x) = g·f(x)
对所有 g ∈ G 与 x ∈ X 成立。注意如果其中一个或两个作用是右作用，则等变条件必须适当地修改：
f(x·g) = f(x)·g ; （右-右）
f(x·g) = g−1·f(x) ; （右-左）
f(g·x) = f(x)·g−1 ; （左-右）
等变映射是 G-集合范畴（对一个取定的 G）中的同态。从而它们也称为 G-映射或 G-同态。G-集合的同构就是等变双射。
等变条件也能理解为下面的交换图表。注意 {\displaystyle g\cdot } 表示映射取元素 {\displaystyle z} 得到 {\displaystyle g\cdot z}。

## 交结映射
对 G 的线性表示，由一个完全类似的定义。具体地说，如果 X 与 Y 是 G 的两个线性表示的表示空间，则一个线性映射 f : X → Y 称为这个表示的一个交结映射（intertinig map 或 intertwiner）如果它与 G 的作用交换。从而一个交结算子是两个线性表示/作用时等变映射的特例。
或者，G 在域 K 上表示的交结映射与 K[G]-模的一个模同态是同一个东西，这里 K[G]是 G 的群环。
在某些情形，如果 X 与 Y 都是不可约表示，则一个交结映射（若不是零映射）只有两个表示等价（即作为模是同构的）时才存在。这样的交结映射除了差一个乘法因子（K 中一个非零标量）是惟一的。这些性质当 K[G] 的像是具有中心 K d的单代数时成立（由所谓的舒尔引理：参见单模）。作为一个推论，在一些重要情形构造一个交结映射足够证明表示同样是有效的。

## 范畴描述
等变映射可以直截了当地推广到任意范畴。任何群 G 可以视为一个具有一个对象的范畴（这个范畴中的态射就是 G 的元素）。给定任意范畴 C，在这个范畴 C 中 G 的一个表示是从 G 到 C 的一个函子。这样一个函子选出 C 的一个对象和这个对象的自同构的一个子群。例如，一个 G-几何等价于从 G 到集合范畴 Set 的一个函子，而线性表示等价于到一个域 K 上的向量空间范畴 VectK 的一个函子。
给定 G 在 C 中两个表示， ρ 和 σ，这两个表示之间一个等变映射不过是从 ρ 到 σ 的一个自然变换。把自然变换做为态射，我们可以构造 G 在 C 中所有表示的范畴。这恰是函子范畴 CG。
另一个例子，取 C = Top 拓扑空间范畴。G 在 Top 中一个表示是一个拓扑空间，G 连续作用它上面。则等变映射是表示之间的一个连续映射 f : X → Y，且与 G 的作用交换。